# Severo Caérmare
Severo Cagátan Caérmare (ur. 22 października 1969 w Sibutad) – filipiński duchowny katolicki, biskup Dipolog od 2014.

## Życiorys

### Prezbiterat
Święcenia kapłańskie otrzymał 22 kwietnia 1996 i został inkardynowany do diecezji Dipolog. Pracował głównie w seminariach duchownych w Ozamis i Dipolog. Był także duszpasterzem kilku parafii oraz rektorem katedry w Dipolog.

### Episkopat
25 lipca 2014 został mianowany biskupem ordynariuszem diecezji Dipolog. Sakry biskupiej udzielił mu 30 października 2014 nuncjusz apostolski na Filipinach - arcybiskup Giuseppe Pinto.